# 邪
| ウィキペディアには「邪」という見出しの百科事典記事はありません（タイトルに「邪」を含むページの一覧/「邪」で始まるページの一覧）。 代わりにウィクショナリーのページ「邪」が役に立つかもしれません。 |